# Castle Rock, Colorado
Castle Rock är en stad (town) och administrativ huvudort (county seat) i Douglas County i delstaten Colorado, USA. Enligt United States Census Bureau har staden en folkmängd på 49 355 invånare (2011) och en landarea på 87,5 km².